# Czarna Huczawa
Czarna Huczawa (niem. Hutschawabach, słow. Veľká Hučava, węg. Fekete-Zúgó-patak) – potok płynący Doliną Czarnej Huczawy w słowackich Tatrach Bielskich. Jest prawym dopływem Czarnej Wody Rakuskiej. 
Czarna Huczawa płynie doliną bardzo rzadko odwiedzaną przez ludzi, z dziką roślinnością i bez ścieżek. Uchodzi do Czarnej Wody na wysokości około 1050 m. Przez miejsce to przechodzi żółty szlak turystyczny od rozdroża Čierna voda przez Dolinę Czarną Rakuską do Schroniska pod Szarotką.
Huczawa to określenie na Podhalu i na Słowacji oznaczające  bystre, szumiące potoki i głośno wypływające źródła. Nazwa pochodzi od słowa huczeć (słow. hučat).